# 五野井郁夫
五野井 郁夫（ごのい いくお、1979年〈昭和54年〉- ）は、日本の政治学者。高千穂大学経営学部教授。専門は政治学、国際関係論、民主主義論。父は歴史学者の五野井隆史。

## 来歴
1979年（昭和54年）東京都出身。「郁夫」という名前は、大正デモクラシー期の政治学者・大山郁夫に由来しているという。
2002年（平成14年）、上智大学法学部国際関係法学科卒業。2004年（平成16年）、東京大学大学院総合文化研究科国際社会科学専攻修士課程修了、2010年（平成22年）、同博士課程修了。学位論文「世界政治と規範変容 重債務貧困国の債務救済における国際規範形成をめぐって」により博士（学術）の学位を取得。
2010年（平成22年）に立教大学法学部助教、2012年（平成24年）に高千穂大学准教授、2016年（平成28年）から同大学教授を務める。また、2010年（平成22年）から2021年（令和3年）3月まで国際基督教大学社会科学研究所で研究員を務めた。
2013年（平成25年）12月2日には、2013ユーキャン新語・流行語大賞トップテンに「ヘイトスピーチ」がランクインしたことで、「その「ことば」に深くかかわった人物」として五野井が顕彰された。2020年（令和2年）より、デモクラシータイムスの「ウィークエンドニュース」や「The Burning Issues」等の番組に出演している。

## 著書

### 単著
- 『「デモ」とは何か　―変貌する直接民主主義―』、NHK出版、2012年

### 共著・編著
- 小田川大典・五野井郁夫・高橋良輔編『国際政治哲学』、ナカニシヤ出版、2011年
- 北田暁大・白井聡・五野井郁夫『リベラル再起動のために』、毎日新聞出版、2016年
- 栗原彬編『震災前後　―2000年以降― (ひとびとの精神史 第9巻)』、岩波書店、2016年
- 東浩紀編『開かれる国家　―境界なき時代の法と政治―』、KADOKAWA、2015年
- 山崎望編『奇妙なナショナリズムの時代　―排外主義に抗して―』、岩波書店、2015年
- しりあがり寿・日比野克彦・遠藤水城・五野井郁夫『現代アートの本当の楽しみ方―表現の可能性を見つけにいこう (Next Creator Book)』、フィルムアート社、2015年
- 山崎望・山本圭編『ポスト代表制の政治学　―デモクラシーの危機に抗して―』、ナカニシヤ出版、2015年
- サントリー文化財団「震災後の日本に関する研究会」・御厨貴・飯尾潤編『別冊アステイオン 「災後」の文明』、CCCメディアハウス、2014年
- 上村雄彦編『グローバル協力論入門:地球政治経済論からの接近』、法律文化社、2014年
- 池田香代子、五野井郁夫『○○○○[注 1]と日本の「失われた30年」』集英社〈集英社インターナショナル〉、2023年3月24日。ISBN 978-4797674279。

### 訳書
- イェンス・バーテルソン『国家論のクリティーク』、岩波書店、2006年
- ウィリアム・E・コノリー『プルーラリズム』、岩波書店、2008年

## 出演
- デモクラシータイムス（YouTube、不定期）
- ポリタスTV（YouTube、2020年8月25日）